# Olyckor i Norge
Katastrofer och olyckor i Norge är en översikt över kända olyckor som inträffat i Norge eller på norskt territorium i fredstid. Även om enskilda katastrofer kan pågå under många år tas endast enskilda händelser som är utlösta av en särskild orsak och som har inträffat inom loppet av högst 1-2 år med i denna översikt. I listan under har katastrofer där minst 15 personer mist livet tagits med.

## Lista över katastrofer i Norge i kronologisk ordning
1. Lerraset i Gauldalen, rasolycka, september 1345: 500 omkomna
2. Digerdöden i Norge, pest, 1349: minst 300 000 omkomna
3. Follastormen, oväder, 20 februari 1625: 210 omkomna
4. Tjelleskredet i Nesset kommun, 22 februari 1756: 32 omkomna
5. Lerraset i Rissa, rasolycka, 1760: 17 omkomna
6. Storofsen, översvämning i Glommas och Gudbrandsdalslågens avrinningsområde, 20-23 juli 1789: 68 omkomna
7. Storm i Vesterålen, förlisning, 5 mars 1802: minst 26 omkomna
8. Rasolyckan i Arnafjorden, Sogn og Fjordane, rasolycka, 2 december 1811: 45 omkomna
9. Tillerraset, Nidelva, Trondheim, ras, 7 mars 1816: 15 omkomna
10. Kyrkobranden i Grue, brand, 26 maj 1822: 116 omkomna
11. Vatlestadsolyckan, rasolycka, 10 februari 1836: 16 omkomna
12. Lofotstormen 1849, förlisning, 11 februari 1849: 500 omkomna1
13. Lofotstormen 1868, förlisning, 31 mars 1868: 96 omkomna
14. Storm i Lofoten och Vesterålen, förlisning, 25 januari 1893: ca 130 omkomna
15. Verdalsraset, rasolycka, 19 mars 1893: 116 omkomna
16. Røværolyckan, förlisning mellan Karmøy och Røvær, 13 oktober 1899: 30 omkomna
17. Titranolyckan, förlisning, 14 oktober 1899: omkring 140 omkomna
18. Rasolyckan i Loen 1905, Sogn og Fjordane, rasolycka, 15 januari 1905: 61 omkomna
19. Spanska sjukan, influensapandemi 1918-1920: minst 15 000 omkomna
20. Kollision mellan D/S Haakon Jarl och D/S Kong Harald vid Landegode, 17 juli 1924: 17 omkomna
21. Tafjordolyckan, Møre og Romsdal, rasolycka, 7 april 1934: 40 omkomna
22. Rasolyckan i Loen 1936, Sogn og Fjordane, rasolycka, 13 september 1936: 74 omkomna
23. Branden i Hegdehaugsveien 32 i Oslo, Oslo, brand, 6 november 1938: 29 omkomna
24. Hommelviksolyckan, järnvägsolycka, 19 november 1940: 22 omkomna
25. Filipstadsolyckan, ammunitionsexplosion, 19 december 1943: 41 omkomna
26. Breifossolyckan, järnvägsolycka, 28 februari 1944: minst 25 omkomna
27. Jørstad elvsabotaget, järnvägsolycka, 13 januari 1945: minst 70 omkomna
28. Voksenkollenolyckan, flygolycka, 18 december 1945: 16 omkomna
29. "Brattegga"-förlisningen, 10 februari 1946: 20 omkomna
30. Kvitbjørnolyckan, Lødingsfjellet, flygolycka, 28 augusti 1947: 35 omkomna
31. Skoghaugförlisningen, förlisning, 24 december 1947: 24 omkomna
32. Olyckan i Dunderlandsdalen, bussolycka, 5 juli 1948: 16 omkomna
33. Kings Bayolyckan 1948, gruvolycka, 14 september 1948: 15 omkomna
34. Bukken Bruseolyckan, flygolycka, 2 oktober 1948: 19 omkomna
35. Hurumolyckan, flygolycka, 20 november 1949: 34 omkomna
36. Hjuksebø-olyckan, järnvägsolycka, 15 november 1950: 14 omkomna
37. MS Bess, förlisning, Nordsjön, 13 augusti 1951: 30 omkomna
38. Vestisenolyckan, förlisning, 5 april 1952: 78 drunknande
39. Kings Bayolyckan 1953, gruvolycka, 19 mars 1953: 19 omkomna
40. "Laforey"-förlisningen, Ytterøyane vid Florø, förlisning, 8 februari 1954: 21 omkomna
41. Snöskredet i Lofoten och Vesterålen 1956, 7 mars 1956: 21 omkomna
42. "Brenning"-förlisningen, Stadhavet, förlisning, 1 mars 1956: 19 omkomna
43. Stalheimbranden, brand, 22 juni 1959: 25 omkomna
44. Holtaheiaolyckan, flygolycka, Rogaland, 9 augusti 1961: 39 omkomna
45. Sanct Svithun-förlisningen, förlisning, 21 oktober 1962: 42 omkomna
46. Kings Bayolyckan 1962, gruvolycka, 5 november 1962: 21 omkomna
47. Høegh Aronde-förlisningen, nordvästra Afrika, förlisning, 21 mars 1963: 15 omkomna
48. Etnefjellolyckan, Nordatlanten, 31 oktober 1968: 30 omkomna
49. Siljaförlisningen, förlisning, 25 juli 1969: 20 omkomna
50. Grytøyaolyckan, Grytøya, flygolycka, 11 juli 1972: 17 omkomna
51. Askerolyckan, flygolycka, 23 december 1972: 40 omkomna
52. MS Anitas förlisning, utanför New Jerseys kust, ca 22 mars 1973: 32 omkomna
53. MS Norse Variants förlisning, utanför New Jerseys kust, 22 mars 1973: 29 omkomna
54. "Gaul"-förlisningen, Nordkappbanken, förlisning, 8 februari 1974: 36 omkomna
55. Trettenolyckan, järnvägsolycka, 22 februari 1975: 27 omkomna
56. MS Berge Istras förlisning, Stilla havet, 30 december 1976: 30 omkomna
57. Nordsjöolyckan 1978, flygolycka, 26 juni 1978: 18 omkomna
58. MS Berge Vangas förlisning, Sydatlanten, ca 28 oktober 1979: 40 omkomna
59. Alexander L. Kielland (oljeborrplattform), kantring, 27 mars 1980: 123 omkomna
60. Mehamnolyckan, Twin Otter, flygolycka, 11 mars 1982: 15 omkomna
61. Vassdaolyckan, snöskred, 5 mars 1986: 16 omkomna
62. Torghattenolyckan, Torghatten, flygolycka, 6 maj 1988: 36 omkomna
63. Måbødalolyckan, bussolycka, 15 augusti 1988: 16 omkomna
64. Operafjellolyckan, flygolycka, 29 augusti 1996: 141 omkomna
65. Barentsburgolyckan, gruvolycka, 18 september 1997: 23 omkomna
66. Sleipnerförlisningen, förlisning, 26 november 1999: 16 omkomna
67. Åstaolyckan, järnvägsolycka, 4 januari 2000: 19 omkomna
68. Rocknesolyckan, förlisning, 19 januari 2004: 18 omkomna

Fotnoter:

1. Osäkert antal omkomna

## Katastrofer utanför Norge där norrmän omkommit
- DS Norges förlisning vid Rockall, 28 juni 1904: 620 omkomna, varav 225 norrmän
- M/S Scandinavian Starolyckan, skeppsbrand, 7 april 1990: 158 omkomna, varav 136 norrmän
- Jordbävningen i Indiska oceanen 2004, 26 december 2004 dödade ca 350 000 människor. 84 norrmän omkom; 18 juli 2005 identifierades den sista norrmannen.
- Partnairolyckan, flygolycka, 8 september 1989: 55 omkomna
- Titanicförlisningen, 14 april 1912: 1502 omkomna, varav 21 norrmän
- Estoniakatastrofen, Östersjön, kantring, 28 september 1994: 852 drunknande, varav 6 norrmän
- Linateolyckan, Italien, flygolycka, 8 oktober 2001: 118 omkomna, varav 3 norrmän (och 21 svenskar)